# Antonio Muñoz Degrain
Antonio Muñoz Degrain (n. 18 noiembrie 1840, Valencia, Comunitatea Valenciană, Spania – d. 12 octombrie 1924, Málaga, Andaluzia, Spania) a fost un pictor spaniol care a început în stilul eclectic, iar mai târziu cariera sa s-a îndreptat către impresionism. Este cunoscut mai ales pentru peisajele și scenele sale inspirate din operele literare.

## Biografie
S-a născut la Valencia; tatăl său era ceasornicar. Urmând dorința părinților săi, a început să studieze arhitectura, dar în scurt timp a trecut la pictură și s-a înscris la Real Academia de Bellas Artes de San Carlos de Valencia. Perioada petrecută acolo a fost, de asemenea, de scurtă durată, deoarece s-a mutat curând la Roma și a dus o viață boemă, devenind în mare parte autodidact. Rigorile vieții de acolo l-au determinat să se întoarcă în Spania.
În 1862, și-a expus pentru prima dată lucrările la Expoziția Națională de Arte Plastice cu o pictură a Pirineilor, cu care a câștigat o mențiune de onoare. După aceea, a devenit un participant regulat la expoziție.
În 1870, prietenul său Bernardo Ferrándiz Bádenes i-a obținut o comandă pentru a decora tavanul Teatrului Cervantes din Málaga. A fost distins cu Marea Cruce a Ordinului lui Carol al III-lea în 1878 pentru pictura sa cu regina Isabela dându-i bijuteriile sale lui Columb. În anul următor, a devenit profesor la „Real Academia de Bellas Artes de San Telmo”.
A efectuat o a doua călătorie la Roma în 1882, de data aceasta cu o bursă guvernamentală, și a rămas acolo timp de doi ani. La întoarcere, a câștigat Premiul I la Expoziția Națională pentru reprezentarea unei scene din Îndrăgostiții de Teruel. În 1893, ca parte a emisiunii columbiene, pictura lui despre Isabela a fost folosită pe un timbru poștal de 1 USD.
Cinci ani mai târziu, l-a înlocuit pe Carlos de Haes la catedra de pictură peisagistică la Real Academia de Bellas Artes de San Fernando. A devenit director al acesteia în 1901. În 1913, la pensionare, a donat multe dintre lucrările sale Academiei din San Carlos și Muzeului de Arte Frumoase din València. A murit la Málaga, la vârsta de 83 de ani.

## Exemple ale dezvoltării sale stilistice

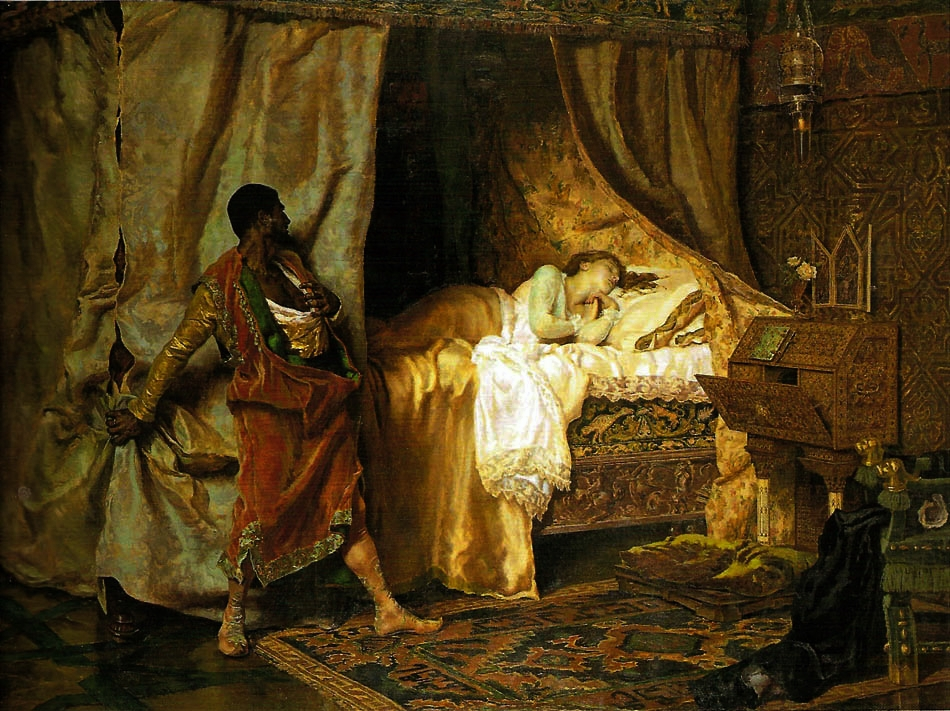
Othello și Desdemona (1880)
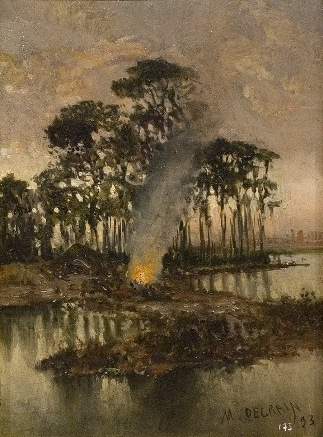
MalurileTibrului (1893)
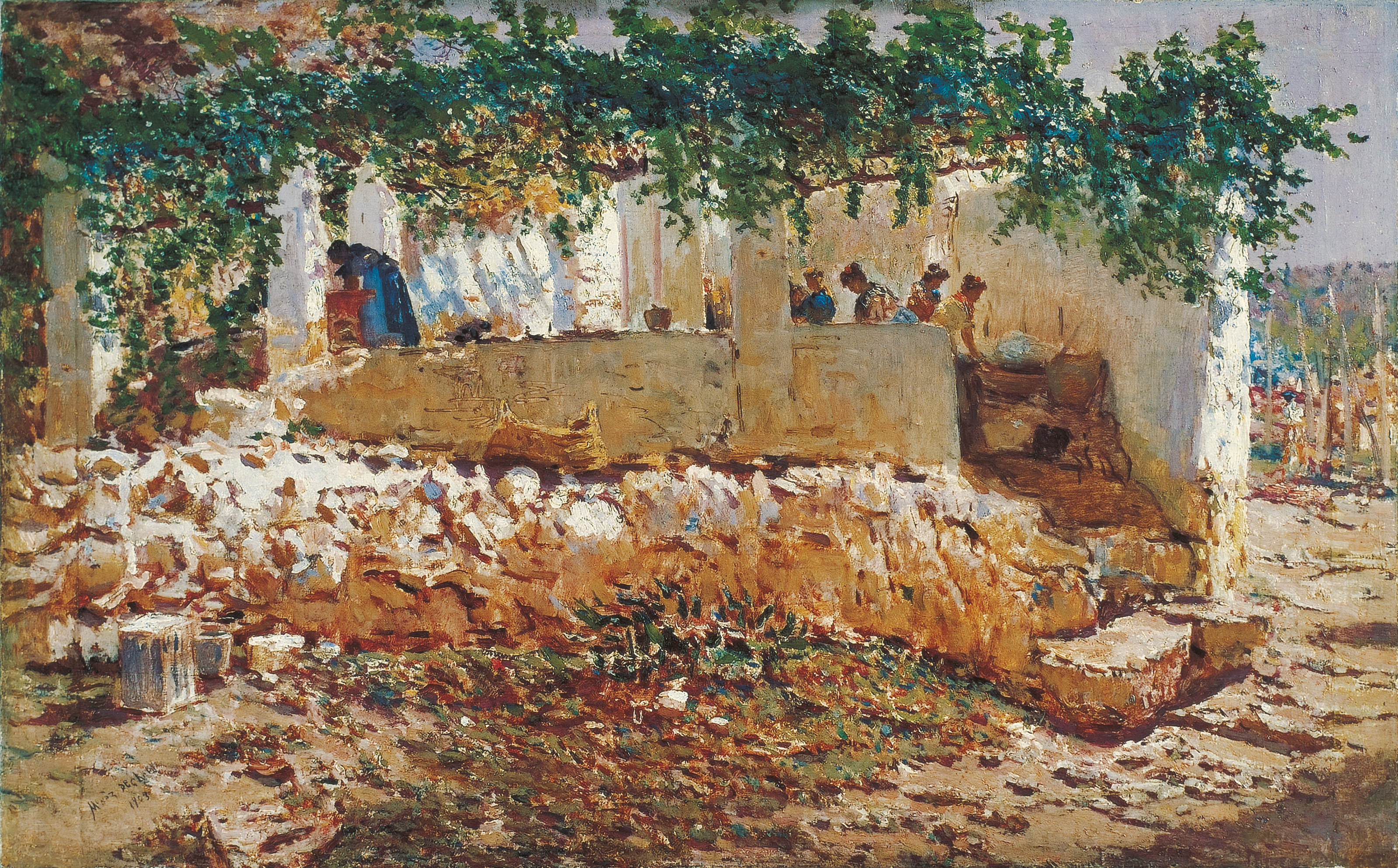
Spălătoresele (1903)
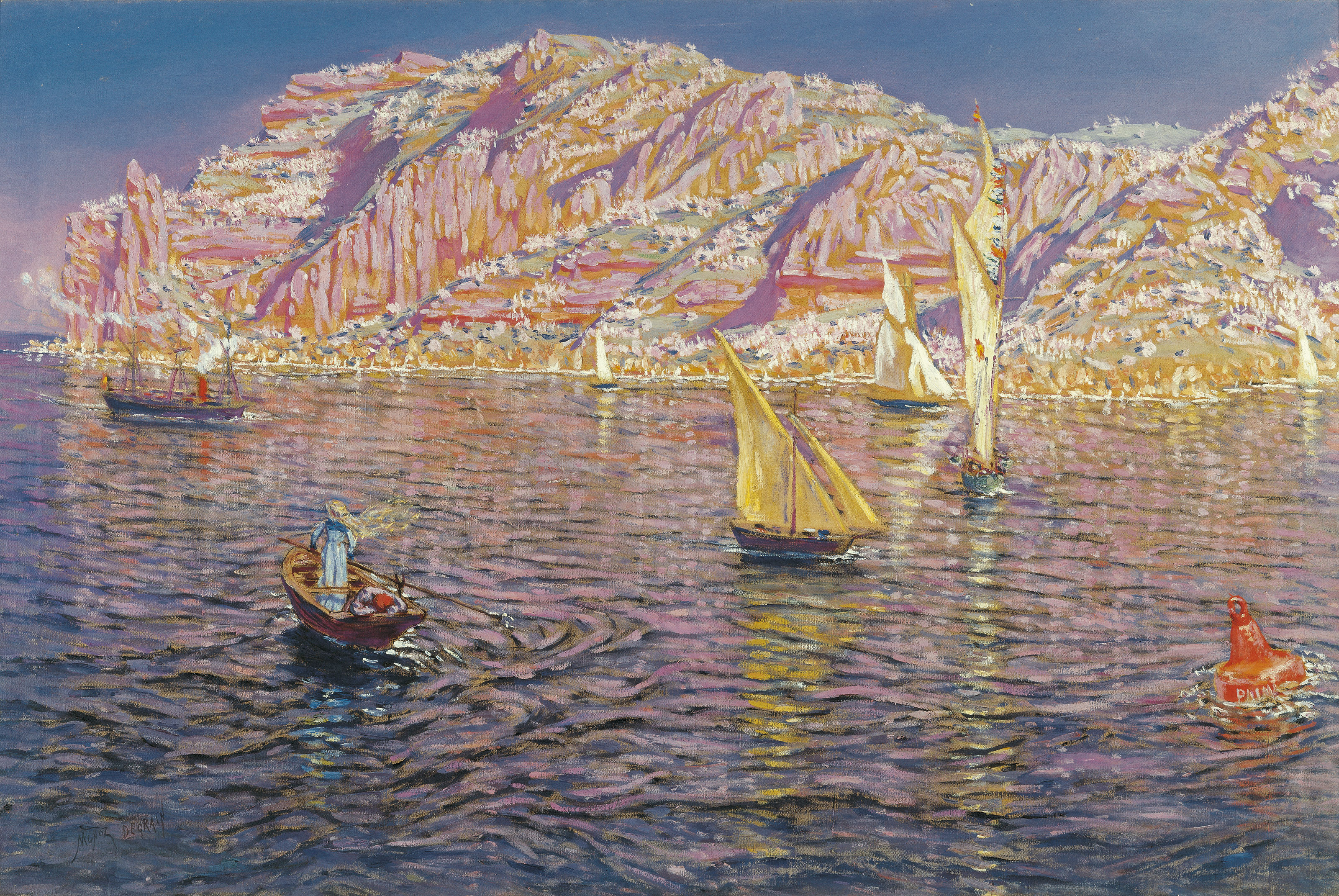
Priveliște maritimă din Palma de Mallorca (c.1910)